# Famagosta
Famagosta – stacja metra w Mediolanie, na linii M2. Znajduje się na viale Famagosta, w Mediolanie i zlokalizowana jest pomiędzy stacjami Romolo, a Abbiategrasso. Planowana jest odnoga metra, a pierwszą stacją ma być Milanofiori Nord.  Została otwarta w 1994.